# Imprenditore occulto
L' imprenditore occulto, secondo la giurisprudenza italiana, è un imprenditore che non agisce direttamente nella propria attività, ma tramite un prestanome. In tale modo riesce a compiere l'attività d'impresa pur non apparendo come colui che la esercita.
Questa figura, di creazione giurisprudenziale, permette di associare l'imprenditore occulto al fallimento, in quanto obbligato in solido col prestanome, pur non avendone i requisiti formali.

## La posizione della giurisprudenza
Tra imprenditore occulto e imprenditore apparente giuridicamente c'è un contratto di mandato senza rappresentanza e l'imprenditore occulto è il mandante mentre l'imprenditore apparente è il mandatario. L'imprenditore occulto mette i soldi per l'attività d'impresa, prende le decisioni aziendali e incassa gli utili, l'imprenditore apparente, che di solito è nullatenente, esegue le decisioni e viene pagato con una somma fissa mensile.
Finché le cose vanno bene non ci sono problemi, ma quando vanno male la faccenda diventa seria per i creditori dell'imprenditore apparente perché quest'ultimo è nullatenente.
Può però verificarsi il caso che i creditori scoprano che tutta l'impresa era in realtà gestita dall'imprenditore occulto; se ciò avviene ci si chiede se i creditori possono rivalersi nei confronti dell'imprenditore occulto.

## La posizione della dottrina
Alcuni giuristi sostengono la tesi affermativa in base a due argomenti:
1. motivo etico: finché le cose sono andate bene l'imprenditore occulto ha guadagnato ma allora è giusto che egli risponda anche quando le cose non vanno bene;
2. motivo giuridico: nella legge fallimentare l'art. 147, comma 4, L.F. (oggi art. 256 CCII) afferma che se viene dichiarata fallita una società di persone falliscono tutti i soci; se poi si viene a conoscenza dell'esistenza di un socio occulto, del quale i creditori ignoravano l'esistenza, il fallimento si estende anche a quest'ultimo. Quindi i giuristi ritengono che, per analogia, questa norma si possa applicare anche al caso dell'imprenditore occulto.

Altri giuristi sostengono la tesi negativa in base a due argomenti:
1. motivo di giustizia: i creditori non sapevano dell'esistenza dell'imprenditore occulto e quindi non hanno fatto affidamento sui suoi beni, ma solo sul patrimonio dell'imprenditore apparente;
2. motivo giuridico: l'art. 1707 c.c. stabilisce che i creditori del mandatario non si possono soddisfare sui beni del mandante, neppure se erano a conoscenza della sua esistenza; questa norma si applica (a maggior ragione) nel caso dell'imprenditore occulto la cui esistenza è ignorata dai creditori dell'imprenditore apparente.

La Corte di Cassazione ha accolto quest'ultima posizione e ha quindi stabilito che l'imprenditore occulto non risponde dei debiti fatti dall'imprenditore apparente.

## Teoria dell'imprenditore occulto
Per poter comprendere la "teoria dell'imprenditore occulto", bisogna innanzitutto individuare il modo in cui un determinato soggetto acquisisce la qualità di imprenditore: nel momento in cui spende il proprio nome nel compimento di uno specifico atto d'impresa, automaticamente acquista tale qualità.
La figura dell'imprenditore occulto si staglia in una fase analoga: il compimento di una o più attività di impresa, vengono formalmente realizzate da un soggetto (cosiddetto prestanome o imprenditore palese) ma sostanzialmente sostenute nell'interesse di un altro soggetto (cosiddetto dominus o imprenditore occulto) che finanzia quell'attività e ne consegue gli utili. Il problema dell'imprenditore occulto nasce in relazione ai creditori del prestanome: se quest'ultimo è una persona fisica nullatenente o una s.p.a. o s.r.l. con capitale sociale irrisorio (cosiddetta società di comodo), automaticamente a soffrirne sono proprio i creditori, i quali, infatti, potranno esigere l'adempimento dei rispettivi crediti solo da colui che, seppur solo formalmente, ha agito in quel determinato rapporto spendendo il proprio nome, comportandone l'eventuale e successivo fallimento.
Emergono così due importanti teorie giurisprudenziali:
1) la teoria del potere-responsabilità, di Ferri (cosiddetta "teoria del potere d'impresa"), che mira a sanzionare non solo il prestanome, ma parallelamente anche il dominus, colui che si serve del prestanome stesso per i propri interessi, conseguendo gli utili ma scaricando su di lui tutte le passività: l'intento di Ferri è quello di superare il principio formale della spendita del nome. Tale teoria muove dall'inscindibilità tra potere e responsabilità, facendo leva su alcuni articoli del codice civile in relazione alle società di persone e di capitali (ad es, l'art. 2320, per il quale l'accomandante che si ingerisce nell'amministrazione della società, diviene automaticamente illimitatamente responsabile, o ancora l'art.2267 ecc).
2) Walter Bigiavi si spinge oltre, mirando a regolare il fenomeno delle procedure fallimentari in riferimento alla figura dell'imprenditore occulto: il dominus non solo sarà tenuto a rispondere in modo solidale con il prestanome, ma fallirà sempre e comunque nel caso in cui fallisca lo stesso prestanome. Bigiavi muove la propria teoria sulla base dell'art. 147, comma 4 della legge fallimentare, secondo cui, se, dopo la dichiarazione di fallimento, emergono altri soci illimitatamente responsabili, anche questi saranno dichiarati falliti.
Nonostante queste due importanti teorie, la giurisprudenza maggioritaria è consapevole del fatto che non si può superare il principio della spendita del nome con vincoli che non siano altrettanto formali e oggettivi.